# Coordinate termodinamiche
In termodinamica le coordinate termodinamiche sono tutte le grandezze relative a proprietà fisiche macroscopiche che può avere un sistema termodinamico.

## Tipologie
Le coordinate termodinamiche possono essere:
- indipendenti, se è possibile modificare il valore di ciascuna di esse senza determinare una variazione del valore delle altre;
- dipendenti, se variando il valore di una di esse anche le altre coordinate vengono modificate.

È tipica della termodinamica la distinzione fra proprietà intensive ed estensive:
- estensive, se dipendono dalle dimensioni del sistema (ad es. massa, volume, capacità termica);
- intensive, se non dipendono dalle dimensioni del sistema (ad es. pressione e temperatura);
- specifiche: rapportando una proprietà estensiva con le dimensioni del sistema (tipicamente la massa, ma anche il numero di moli o il volume) si ottiene una proprietà intensiva che è detta la corrispondente specifica della proprietà estensiva corrispondente: possono essere considerate tali il volume specifico, la densità ("massa specifica") e il calore specifico.

Secondo un noto postulato di stato, date due proprietà intensive indipendenti, lo stato di un sistema semplice risulta completamente determinato.
Temperatura, volume, pressione e numero di moli sono tipici esempi di coordinate termodinamiche.